# Список крупнейших экспортёров Урала и Западной Сибири по версии журнала «Эксперт-Урал»
Список крупнейших экспортёров Урала и Западной Сибири («Уральский экспорт - 100») составляется аналитическим центром «Эксперт» по результатам экспортной деятельности компаний Урало-Западно¬сибирского региона (Свердловской, Челябинской, Оренбургской, Курганской, Тюменской областях, включая автономные округа, Пермском крае, республиках Башкортостан и Удмуртия). Компании ранжируются по экспортной выручке, выраженной в долларах США. Источником информации для составления рейтинга служат данные статистики по внешней торговле; данные компаний, полученные в ходе анкетирования; отчёты эмитентов. Список публикуется ежегодно еженедельником «Эксперт-Урал» с 2004.

## Список по итогам 2015 года
16-й список по итогам 2015 года опубликован журналом в № 17-19 (686), 25 апреля — 15 мая в 2016 году.
| Место (2016), изменение (к 2015) | Экспортёр                                                     | Регион                  | Отрасль                                                                                            | Объем экспорта, тыс. дол., изменение, % |
| -------------------------------- | ------------------------------------------------------------- | ----------------------- | -------------------------------------------------------------------------------------------------- | --------------------------------------- |
| 1                                | Сургутнефтегаз                                                | Тюменская область       | Нефтяная и нефтегазовая промышленность                                                             | 11151637,9                              |
| 2                                | АНК «Башнефть»                                                | Республика Башкортостан | Нефтяная и нефтегазовая промышленность                                                             | 4079663,4                               |
| 3                                | Новатэк                                                       | Тюменская область       | Нефтяная и нефтегазовая промышленность                                                             | 3195050,5                               |
| 4                                | Уралкалий                                                     | Пермский край           | Химическая и Нефтехимическая промышленность                                                        | 2908487,0                               |
| 5                                | Группа ММК                                                    | Челябинская область     | Чёрная металлургия                                                                                 | 1314962,8                               |
| 6                                | Антипинский нефтеперерабатывающий завод,                      | Тюменская область       | Нефтяная и нефтегазовая промышленность                                                             | 1226171,1                               |
| 7                                | Группа УГМК                                                   | Свердловская область    | Цветная металлургия                                                                                | 972076,3                                |
| 8 ▲                              | Группа «Русская медная компания»                              | Челябинская область     | Цветная металлургия                                                                                | 727929,4 ▼ —21%                         |
| 9 ▼                              | Орскнефтеоргсинтез                                            | Оренбургская область    | Химическая и Нефтехимическая промышленность                                                        | 634789,7 ▼ —35%                         |
| 10                               | Уфимское моторостроительное производственное объединение      | Республика Башкортостан | Машиностроение                                                                                     | 631741,1                                |
| 11                               | Корпорация ВСМПО-АВИСМА                                       | Свердловская область    | Цветная металлургия                                                                                | 492450,5                                |
| 12                               | Авиакомпания «Уральские авиалинии»                            | Свердловская область    | Транспорт                                                                                          | 358582 (358780,5)                       |
| 13                               | Екатеринбургский завод по обработке цветных металлов          | Свердловская область    | Цветная металлургия                                                                                | 341027,8 (342378,8)                     |
| 14                               | Группа компаний Метафракс                                     | Пермский край           | Химическая и Нефтехимическая промышленность                                                        | 288292,5 (309536)                       |
| 15                               | Виз-Сталь                                                     | Свердловская область    | Чёрная металлургия                                                                                 | 249644 (256127,9)                       |
| 16                               | Минеральные удобрения,                                        | Пермский край           | Химическая и Нефтехимическая промышленность                                                        | 217732 (217739,9)                       |
| 17                               | Серовский завод ферросплавов                                  | Свердловская область    | Чёрная металлургия                                                                                 | 159898,0                                |
| 18                               | Соликамскбумпром                                              | Пермский край           | Лесная, Деревообрабатывающая и целлюлозно-бумажная промышленность                                  | 100861,0                                |
| 19                               | АЗ «Урал»                                                     | Челябинская область     | Машиностроение                                                                                     | 97489,9                                 |
| 20                               | Ураласбест                                                    | Свердловская область    | Промышленность строительных материалов                                                             | 95412,0                                 |
| 21                               | Новотроицкий завод хромовых соединений                        | Оренбургская область    | Химическая и Нефтехимическая промышленность                                                        | 81189,4 (81489)                         |
| 22                               | Киембаевский ГОК «Оренбургские минералы»                      | Оренбургская область    | Промышленность строительных материалов                                                             | 80823,1                                 |
| 23                               | Завод Пластмасс                                               | Челябинская область     | Производство Оружия И Боеприпасов                                                                  | 78222,4                                 |
| 24                               | Каюм Нефть                                                    | Тюменская область       | Нефтяная и нефтегазовая промышленность                                                             | 78027,1                                 |
| 25                               | Группа ЧТПЗ                                                   | Свердловская область    | Чёрная металлургия                                                                                 | 63122,1                                 |
| 26                               | Midural Group                                                 | Свердловская область    | Металлургия, Химическая и Нефтехимическая промышленность                                           | 60336,1                                 |
| 27                               | Стерлитамакский нефтехимический завод                         | Республика Башкортостан | Химическая и Нефтехимическая промышленность                                                        | 53696,3                                 |
| 28                               | Челябинский цинковый завод                                    | Челябинская область     | Цветная металлургия                                                                                | 53272,4                                 |
| 29                               | Пермцветмет                                                   | Пермский край           | Цветная металлургия                                                                                | 50693,5 (50996,1)                       |
| 30                               | Курганстальмост                                               | Курганская область      | Промышленность металлоконструкций                                                                  | 47260,4                                 |
| 31                               | НПК «Уралвагонзавод» ,                                        | Свердловская область    | Машиностроение                                                                                     | 46919 (47545,3)                         |
| 32                               | Башкирская содовая компания                                   | Республика Башкортостан | Химическая и Нефтехимическая промышленность                                                        | 41707,2                                 |
| 33                               | Жировой Комбинат                                              | Свердловская область    | Пищевая промышленность                                                                             | 39780,0                                 |
| 34                               | Соликамский Магниевый Завод                                   | Пермский край           | Цветная металлургия                                                                                | 39248,7                                 |
| 35                               | Буруктальский Никелевый Завод                                 | Оренбургская область    | Чёрная металлургия                                                                                 | 34166,5                                 |
| 36                               | Лесопильные Заводы Югры                                       | Тюменская область       | Лесная, Деревообрабатывающая и целлюлозно-бумажная промышленность                                  | 33199,4                                 |
| 37                               | Группа Магнезит                                               | Челябинская область     | Чёрная металлургия                                                                                 | 29825,9                                 |
| 38                               | Некк                                                          | Челябинская область     | Цветная металлургия                                                                                | 29640 (30642,9)                         |
| 39                               | Байтекс                                                       | Оренбургская область    | Нефтяная и нефтегазовая промышленность                                                             | 29251,9                                 |
| 40                               | Новомет- Сервис ,                                             | Пермский край           | Машиностроение                                                                                     | 24348,9 (27016,3)                       |
| 41                               | Ашинский Метзавод                                             | Челябинская область     | Чёрная металлургия                                                                                 | 23420,8                                 |
| 42                               | Роспласт                                                      | Пермский край           | Химическая и Нефтехимическая промышленность                                                        | 21539,1                                 |
| 43                               | Уралмашзавод                                                  | Свердловская область    | Машиностроение                                                                                     | 20919,6                                 |
| 44                               | Пермская Химическая Компания                                  | Пермский край           | Химическая и Нефтехимическая промышленность                                                        | 18961,3                                 |
| 45                               | Негуснефть                                                    | Тюменская область       | Нефтяная и нефтегазовая промышленность                                                             | 17659,9                                 |
| 46                               | Уралхимпром                                                   | Пермский край           | Химическая и Нефтехимическая промышленность                                                        | 17602,0                                 |
| 47                               | ПО «Маяк»                                                     | Челябинская область     | Производство Ядерных Материалов                                                                    | 16777,8                                 |
| 48                               | Макфа                                                         | Челябинская область     | Пищевая промышленность                                                                             | 14980,0                                 |
| 49                               | Сигма                                                         | Челябинская область     | Пищевая промышленность                                                                             | 14235,3                                 |
| 50                               | Ко Тимбер                                                     | Пермский край           | Лесная, Деревообрабатывающая и целлюлозно-бумажная промышленность                                  | 13808,1                                 |
| 51                               | Уральский оптико-механический завод                           | Свердловская область    | Машиностроение                                                                                     | 13805,6                                 |
| 52                               | НПП «Старт»                                                   | Свердловская область    | Машиностроение                                                                                     | 13287,8                                 |
| 53                               | Уральский Завод Гражданской Авиации                           | Свердловская область    | Машиностроение                                                                                     | 12896,4                                 |
| 54                               | МК Ормето-Юумз\|2                                             | Оренбургская область    | Машиностроение                                                                                     | 12455,4 (19215,2)                       |
| 55                               | Каменск-Уральский завод по обработке цветных металлов         | Свердловская область    | Цветная металлургия                                                                                | 12351,5                                 |
| 56                               | Челябинский завод сверхтвердых материалов                     | Челябинская область     | Производство Синтетических Алмазных Порошков И Алмазного Инструмента                               | 11893,4                                 |
| 57                               | Эко Групп                                                     | Свердловская область    | Лесная, Деревообрабатывающая и целлюлозно-бумажная промышленность                                  | 11085,5                                 |
| 58                               | НПО «Электромашина»                                           | Челябинская область     | Разработки В Области Естественных И Технических Наук                                               | 11019,9                                 |
| 59                               | Чепецкий механический завод                                   | Удмуртская республика   | Производство Ядерных Материалов                                                                    | 10567,6                                 |
| 60                               | Камский кабель                                                | Пермский край           | Машиностроение                                                                                     | 10181,3                                 |
| 61                               | Сеал и К                                                      | Свердловская область    | Цветная металлургия                                                                                | 9848,5                                  |
| 62                               | Тюменский завод нефтепромыслового оборудования                | Тюменская область       | Нефтяное, Нефтехимическое Оборудование                                                             | 9095,0                                  |
| 63                               | Уралцветлит,                                                  | Свердловская область    | Цветная металлургия                                                                                | 8732 (10989,4)                          |
| 64                               | Южноуральский арматурно-изоляторный завод                     | Челябинская область     | Производство керамических электроизоляторов и изолирующей арматуры                                 | 8551,6                                  |
| 65                               | Машзавод «Ривс»                                               | Республика Башкортостан | Машиностроение                                                                                     | 7794,5                                  |
| 66                               | Элкам                                                         | Пермский край           | Производство Насосов, Компрессоров И Гидравлических Систем                                         | 7776,5                                  |
| 67                               | Ирбитский мотоциклетный завод                                 | Свердловская область    | Машиностроение                                                                                     | 7305,0                                  |
| 68                               | Папилон                                                       | Челябинская область     | Производство Электронных Вычислительных Машин И Прочего Оборудования Для Обработки Информации      | 7237,4                                  |
| 69                               | Пермская научно-производственная приборостроительная компания | Пермский край           | Машиностроение                                                                                     | 7105,8                                  |
| 70                               | Канта                                                         | Челябинская область     | Производство Ферросплавов                                                                          | 6395,9                                  |
| 71                               | Пурнефтепереработка                                           | Тюменская область       | Нефтяная и нефтегазовая промышленность                                                             | 6024,2                                  |
| 72                               | Концерн «Калашников»                                          | Удмуртская республика   | Производство Оружия И Боеприпасов                                                                  | 5980,6                                  |
| 73                               | Ресурс                                                        | Челябинская область     | Пищевая промышленность                                                                             | 5968,4                                  |
| 74                               | Ижевский механический завод                                   | Удмуртская республика   | Производство Оружия И Боеприпасов                                                                  | 5905,6                                  |
| 75                               | Мотовилихинские заводы                                        | Пермский край           | Машиностроение                                                                                     | 5205,0                                  |
| 76                               | Производственная Компания «Лита»                              | Республика Башкортостан | Цветная металлургия                                                                                | 5161,0                                  |
| 77                               | Ревдинский завод по обработке цветных металлов                | Свердловская область    | Цветная металлургия                                                                                | 5152,6                                  |
| 78                               | Заводоуковский Маслозавод                                     | Тюменская область       | Пищевая промышленность                                                                             | 5069,8                                  |
| 79                               | Нытва                                                         | Пермский край           | Чёрная металлургия                                                                                 | 4933,0                                  |
| 80                               | Уралтрубпром                                                  | Свердловская область    | Производство Стальных Труб И Фитингов                                                              | 4864,0                                  |
| 81                               | Краснокамский Машиностроительный Завод                        | Пермский край           | Машиностроение                                                                                     | 4790,4                                  |
| 82                               | Оренбургская Мельничная Компания                              | Оренбургская область    | Пищевая промышленность                                                                             | 4672,1                                  |
| 83                               | Нпп «Нефтегазинжиниринг»                                      | Республика Башкортостан | Инжиниринг                                                                                         | 4654,0                                  |
| 84                               | Эксполес                                                      | Свердловская область    | Лесная, Деревообрабатывающая и целлюлозно-бумажная промышленность                                  | 4626,8                                  |
| 85                               | Орский завод металлоконструкций                               | Оренбургская область    | Промышленность металлоконструкций                                                                  | 4622,8                                  |
| 86                               | Челябинский Завод Металлоконструкций                          | Челябинская область     | Промышленность металлоконструкций                                                                  | 4579,9                                  |
| 87                               | Синтез                                                        | Курганская область      | Фармацевтическая промышленность                                                                    | 4488,5                                  |
| 88                               | Первая Лесопромышленная Компания                              | Свердловская область    | Лесная, Деревообрабатывающая и целлюлозно-бумажная промышленность                                  | 4441,1                                  |
| 89                               | Чишминское                                                    | Республика Башкортостан | Пищевая промышленность                                                                             | 4318,5                                  |
| 90                               | Туймазытехуглерод                                             | Республика Башкортостан | Химическая и Нефтехимическая промышленность                                                        | 4251,3                                  |
| 91                               | Соликамский Лесозаготовительный Комбинат                      | Пермский край           | Лесная, Деревообрабатывающая и целлюлозно-бумажная промышленность                                  | 4134,3                                  |
| 92                               | Уральская Свинцовая Компания                                  | Свердловская область    | Цветная металлургия                                                                                | 4104,1                                  |
| 93                               | Богдановичский Керамзит                                       | Свердловская область    | Промышленность строительных материалов                                                             | 4051,9                                  |
| 94                               | Сода-Хлорат                                                   | Пермский край           | Химическая и Нефтехимическая промышленность                                                        | 3912,3                                  |
| 95                               | Курганхиммаш                                                  | Курганская область      | Производство Газогенераторов, Аппаратов Для Дистилляции, Фильтрования Или Очистки Жидкости И Газов | 3845,4                                  |
| 96                               | Уралредмет                                                    | Свердловская область    | Цветная металлургия                                                                                | 3815,6                                  |
| 97                               | Саткинский Чугуноплавильный Завод                             | Челябинская область     | Чёрная металлургия                                                                                 | 3735,3                                  |
| 98                               | Союзпищепром                                                  | Челябинская область     | Пищевая промышленность                                                                             | 3611,9                                  |
| 99                               | Салаватстекло                                                 | Республика Башкортостан | Производство стекла                                                                                | 3537,4                                  |
| 100                              | Пашийский металлургическо-цементный завод                     | Пермский край           | Чёрная металлургия                                                                                 | 3424,6                                  |

## Список по итогам 2014 года
Список по итогам 2014 года опубликован журналом в № 44 (664), 26 октября — 2 ноября в 2015 году.